# Ordem do Tripé Sagrado
A Ordem do Tripé Sagrado (em chinês:  寶鼎勳章), também conhecida como Ordem do Tripé Precioso ou Pao Ting, é uma condecoração militar da República da China. Foi criado em 15 de maio de 1929 por Chiang Kai-shek para contribuições significativas à segurança nacional. A ordem está organizada em nove graus, sendo a medalha geral dos três serviços de Taiwan para elogiar aqueles que se defendem contra a agressão estrangeira.

## Características
O desenho central da insígnia da ordem é a imagem de um tripé ding rodeado por raios dourados. O simbolismo disso é que assim como o tripé é considerado um tesouro nacional, o agraciado da ordem também o é.
As cores da barreta são azul escuro, branco, vermelho e amarelo, cores e padrões dependendo do grau.

## Graus
A ordem é dividida em nove graus e a graduação recebida varia de acordo com a patente militar. A primeira à quarta são concedidas a oficiais-generais. A terceira a sexta patentes são concedidas a oficiais de escola. A quarta a sétima patentes são concedidas a tenentes. Oficiais em espera, subtenentes e soldados são concedidos da sexta à nona classe.
| Grau | Nome                   | Característica         | Barreta |
| ---- | ---------------------- | ---------------------- | ------- |
| 1º   | Ordem do Tripé Sagrado | Grande Cordão Especial |         |
| 2º   | Ordem do Tripé Sagrado | Grande Cordão          |         |
| 3º   | Ordem do Tripé Sagrado | Grande Cordão Vermelho |         |
| 4º   | Ordem do Tripé Sagrado | Gravata especial       |         |
| 5 ª  | Ordem do Tripé Sagrado | Gravata                |         |
| 6º   | Ordem do Tripé Sagrado | Roseta Especial        |         |
| 7º   | Ordem do Tripé Sagrado | Roseta                 |         |
| 8º   | Ordem do Tripé Sagrado | Barreta especial       |         |
| 9º   | Ordem do Tripé Sagrado | Barreta                |         |

## Agraciados notáveis
- Chiang Kai-shek
- Gao Zhihang
- Charles D. Griffin
- William G. Farrow
- Bruce K. Holloway
- Huang Wei
- Ernest King
- Thomas C. Kinkaid
- Alexander von Falkenhausen
- Douglas MacArthur
- Thomas Hinman Moorer
- Ng Yat Chung
- Chester W. Nimitz
- George H. Olmsted
- Alfred M. Pride
- Qiu Qingquan
- Bhim Shamsher Jang Bahadur Rana
- Padma Shamsher Jang Bahadur Rana
- Bertram J. Rodgers
- Alexander Vandegrift
- Hoyt Vandenberg
- Yan Xishan
- Zhang Lingfu
- Heng Hsieh